# Парамонов, Михаил Сергеевич
Михаил Сергеевич Парамонов (Пустой шаблон {{ВД-Преамбула}} ) — российский хоккеист, защитник.

## Биография
Сын хоккеиста и тренера Сергея Парамонова. Воспитанник челябинского хоккея. Дебютировал в сезоне-1998/99 первой лиги в составе «Трактора-2». Бо́льшую часть карьеры — 11 сезонов (1999/2000 — 2003/04, 2006/07 — 2011/12) провёл в «Мечеле». Также играл за «Мечел-2» (1999/2000 — 2002/03, 2006/07), «Трактор» (2004/05), «Зауралье» Курган (2005/06), «Молот-Прикамье» Пермь (2012/13), «Кристалл» Саратов (2013/14).
Победитель хоккейного турнира зимней Универсиады 2005 года.